# Zoe Băicoianu
Zoe Băicoianu (n. 15 august 1910, Predeal, România – d. 8 martie 1987, București, România) a fost o sculptoriță și ceramistă română, de afiliație modernistă târzie și postmodernistă.

## Biografie
Zoe Băicoianu era nepoata* unei doamne de onoare de la Curtea Regală.
- Doamna Zoe Bengescu (născută Rosetti) a fost doamna de onoare la Curtea Regală; a avut 4 fete, cea mai mare, Ella (măritată Băicoianu) a avut 2 copii: un băiat Serge, eminent medic ftiziolog) și Zoe (sculptor, creatoarea Școlii de Artă a sticlei în România).

A urmat studii de artă în Franța, la Școala de Arte Frumoase din Paris, și a fost „ospitantă” (găzduită) (1932-1933) și apoi bursieră (1937-1938) a Școlii române din Roma. A avut preocupări multilaterale de abordare ca manieră și materiale (metal, sticlă șa.) și a realizat artă monumentală și decorativă. La Paris a studiat în 1937 cu André Lhote.
Zoe Băicoianu a fost profesoară la Institutul de arte plastice „N. Grigorescu” din București.

## Sculpturi

Basorelief pe fațada Operei Române din București, în stânga intrării. Sculptori: Zoe Băicoianu și Boris Caragea

- A realizat, în colaborare cu Boris Caragea, unul dintre basoreliefurile monumentale de pe fațada Operei Române din București.

- "Tineri Sportivi" (1960), basorelief pe Sala Sporturilor Constanța.[9]

- "Marea și Navigația" (1965), lucrare de artă monumentală, pe parapetul digului Portului Tomis[9], lucrare din care au mai rămas doar câteva cioburi de sticlă [10], deși este declarată monument istoric, cu cod LMI CT-III-m-B-02923[11].

- Monumentul Eroilor Patriei din București, amplasat în fața Universității Naționale de Apărare, inaugurat la data de 17 august 1957, care este opera colectivă a sculptorilor colonel Marius Butunoiu, Zoe Băicoianu, N. Ionescu și Ion Dămăceanu (cod LMI B-III-m-A-19982).

- "Femeia gânditoare", amplasată în extremitatea de jos a clădirii ce găzduiește Universitatea "Al. I. Cuza" din Iași[12].

- Bust de fată, mozaic de sticlă, în prezent în patrimoniul de artă al ASE.[13]
- reliefuri pe fațada Teatrului de Operă și Balet din București.[14]

## Expoziții

### Expoziții personale
- 1963 — București

### Expoziții de grup
- 1938 — Bienala de la Veneția, Italia; Expoziția Școlii Române, Roma, Italia;
- 1947 — Expoziție de artă românească, Budapesta, Ungaria;
- 1957 — 10 ani de creație plastică 1947 - 1957, Muzeul Național de Artă al României, București;
- 1964 — Expoziție de artă românească, Sofia, Bulgaria;
- 1965, 1970 — Expoziție de artă românească, Moscova, Rusia;
- 1966, 1967 — Form und Qualitat, München, Germania;
- 1966, 1969 — Ausstellung fur Kunsthandwerk, Stuttgart, Germania;
- 1967 — Expoziție de artă românească, Köln, Germania; Varșovia, Polonia; Antwerpen-Middelheim, Anvers, Belgia;
- 1970 — Viena, Austria]];
- 1971 — Roma, Italia, Düsseldorf, Germania;
- 1972 — Tokyo, Japonia;
- 1973 — Expoziție de artă românească, Paris, Franța;
- 1976 — Expoziție de artă românească, Atena, Grecia.

## Premii
- 1933 și 1936 — Salon des Artistes Français, premiu obținut pentru lucrările Chinezoaica și Eva;
- 1938 — Premiul Anastase Simu pentru lucrarea Maternitate;
- 1952 — Premiul de stat;
- 1958 — Medalia Muncii[15] (efectele decretului de decorare au fost anulate prin Decretul Prezidiului Marii Adunări Naționale a Republicii Populare Romîne nr. 65 din 5 februarie 1958 privind conferirea „Ordinului Muncii” clasa a II-a unor membri ai Uniunii Artiștilor Plastici din Republica Populară Romînă, publicat în Buletinul Oficial al Marii Adunări Naționale a Republicii Populare Romîne, anul VII, nr. 8, 12 februarie 1958, p. 84)[16]
- 1958 — Ordinul Muncii clasa a II-a „pentru munca deosebită depusă cu ocazia construirii Monumentului ostașilor romîni”[16]
- 1964 — titlul de Artist Emerit al Republicii Populare Romîne „pentru merite deosebite în activitatea desfășurată în domeniul teatrului, muzicii, artelor plastice și cinematografiei”;[17]
- 1966 — Premiu pentru Întâlnirea (sticlă), A III-a Expoziție Internațională de Artizanat de Artă, Stuttgart
- 1968 — Ordinul „Meritul Cultural” clasa a III-a „pentru activitate deosebită în domeniul artelor plastice”[18]